# Dirname
A dirname egy standard Unix program. A parancs paramétere egy útvonal. A dirname törli az utolsó slash ('/') utáni karaktereket, és kiírja az így kapott eredményt. Az útvonallal megadott fájlnak nem kell léteznie.
A dirname parancs leírása megtalálható a Single UNIX Specification-ban.

## Használata
A parancs általános alakja:
```
dirname string
```

string
A pathname

## Példa
```
$ dirname /usr/home/carpetsmoker/dirname.wiki
/usr/home/carpetsmoker
```